# Bezuchov
Bezuchov (in tedesco Besuchow) è un comune della Repubblica Ceca facente parte del distretto di Přerov, nella regione di Olomouc.